# Communauté de communes Couze Val d'Allier
La communauté de communes Couze Val d'Allier est une ancienne structure intercommunale française située dans le département du Puy-de-Dôme, en région Auvergne-Rhône-Alpes.

## Historique
La communauté de communes a été créée le 24 décembre 1997 avec les communes de Chadeleuf, de Coudes et de Sauvagnat-Sainte-Marthe. Neschers et Plauzat rejoignent la communauté en 1999 puis Parent en 2004.
Montpeyroux, après avoir quitté la communauté de communes des Coteaux de l'Allier pour des raisons de continuité territoriale, la rejoint à son tour en 2014.
Le projet de schéma départemental de coopération intercommunale (SDCI) du Puy-de-Dôme, dévoilé en octobre 2015, proposait la fusion avec les sept autres communautés de communes du Pays d'Issoire - Val d'Allier Sud (Ardes Communauté moins La Godivelle, Bassin Minier Montagne, Coteaux de l'Allier, Issoire Communauté, Lembron Val d'Allier, Pays de Sauxillanges et Puys et Couzes).
À la date du projet, cette fusion devait constituer une intercommunalité peuplée de 54 000 habitants, et composée de 92 communes, dont 44 classées en zone de montagne. À la suite de deux fusions de deux communes (Aulhat-Saint-Privat et Flat formant la commune nouvelle d'Aulhat-Flat ; Nonette et Orsonnette formant Nonette-Orsonnette), ce nombre de communes est ramené à 90.
Adopté en mars 2016, le SDCI ne modifie pas ce périmètre. L'arrêté préfectoral du 6 décembre 2016 prononçant la fusion des huit communautés de communes mentionne le nom de « Agglo Pays d'Issoire ».

## Territoire communautaire

### Géographie
La communauté de communes est membre du Pays d'Issoire - Val d'Allier Sud.
Elle est entourée par les communautés de communes Gergovie Val d'Allier Communauté au nord, Allier Comté Communauté au nord-est, Coteaux de l'Allier au sud-est, Issoire Communauté au sud, Puys et Couzes au sud-ouest et Les Cheires au nord-ouest.
Le territoire communautaire est desservi par l'autoroute A75 reliant Clermont-Ferrand au sud de l'Auvergne, en direction d'Issoire, au moyen des échangeurs 7 (desservant Montpeyroux), 8 (Coudes) et 9 (Sauvagnat-Sainte-Marthe), ainsi que par les routes départementales 229 (reliant Vic-le-Comte à Champeix), 797 (ancienne route nationale 9 traversant Coudes), 978 (desservant Plauzat sur la liaison de Clermont-Ferrand au massif du Sancy) et 996 (passant au sud-ouest du territoire sur la commune de Chadeleuf).

### Composition
Elle comprend sept communes :
| Nom                     | Code Insee | Gentilé      | Superficie (km2) | Population (dernière pop. légale) | Densité (hab./km2) |
| ----------------------- | ---------- | ------------ | ---------------- | --------------------------------- | ------------------ |
| Chadeleuf (siège)       | 63073      | Chadeleufois | 5,70             | 420 (2014)                        | 74                 |
| Coudes                  | 63121      | Coudois      | 4,66             | 1 194 (2014)                      | 256                |
| Montpeyroux             | 63241      |              | 3,29             | 346 (2014)                        | 105                |
| Neschers                | 63250      | Neschersois  | 9,78             | 925 (2014)                        | 95                 |
| Parent                  | 63269      | Parentais    | 3,76             | 812 (2014)                        | 216                |
| Plauzat                 | 63282      | Plauzatois   | 13,01            | 1 583 (2014)                      | 122                |
| Sauvagnat-Sainte-Marthe | 63411      |              | 6,41             | 498 (2014)                        | 78                 |

### Démographie
| 1968  | 1975  | 1982  | 1990  | 1999  | 2008  | 2013  |
| ----- | ----- | ----- | ----- | ----- | ----- | ----- |
| 3 466 | 3 635 | 3 783 | 3 941 | 4 156 | 5 389 | 5 711 |

## Administration

### Siège
Le siège de la communauté de communes est situé à Chadeleuf (la base BANATIC mentionne Neschers).

### Les élus
La communauté de communes est gérée par un conseil communautaire composé de 26 membres représentant chacune des communes membres et élus habituellement pour une durée de six ans. Ils sont répartis comme suit, :
- six délégués pour Plauzat ;
- cinq délégués pour Coudes ;
- quatre pour Neschers et Parent ;
- trois pour Sauvagnat-Sainte-Marthe ;
- deux pour Chadeleuf et Montpeyroux.

### Présidence
La communauté de communes est présidée par Jean-Pierre Sauvant, maire de Chadeleuf, élu à la suite d'un conseil communautaire en 2014. Ce conseil a désigné six vice-présidents : Jean-Paul Bacquet (Coudes), Christophe Rochette (Montpeyroux), Georgette Chany (Neschers), Claude Masseboeuf (Parent), Jean Desvignes (Plauzat) et Michel Pomel (Sauvagnat-Sainte-Marthe).

### Compétences
L'intercommunalité exerce des compétences qui lui sont déléguées par les communes membres.
La communauté de communes exerce les compétences obligatoires du développement économique et de l'aménagement de l'espace. Toutes les zones d'activité existant sur le territoire, à l'exception de celles existantes en 2008 (ZA de Pérache à Coudes, Le Chirelle à Neschers et Veneix à Sauvagnat-Sainte-Marthe) sont d'intérêt communautaire.
Les compétences optionnelles sont les suivantes :
- protection et mise en valeur de l'environnement ;
- politique du logement et du cadre de vie ;
- actions sociales d'intérêt communautaire ;
- constructions, aménagements, entretien et gestion des équipements sportifs d'intérêt communautaire.

Les compétences facultatives sont les suivantes :
- création, aménagement et entretien de parcs de stationnement d'intérêt communautaire ;
- mise en œuvre de la politique de pays ;
- élaboration du plan d'accessibilité de la voirie et des espaces publics.

### Régime fiscal et budget
La communauté de communes applique la fiscalité professionnelle unique.
Pour l'année 2015, les taux d'imposition sont les suivants : taxe d'habitation 9 %, foncier bâti 0 %, foncier non bâti 3,17 %, cotisation foncière des entreprises 20,08 %.

### Site officiel
1. 1 2  Page d'accueil de la communauté de communes.
2. 1 2  « Conseil de communauté » (consulté le 11 décembre 2015).
3. 1 2 3  « Compétences » (consulté le 11 décembre 2015).

### Autres sources
1. ↑  « Communes membres », CC des Coteaux de l'Allier (consulté le 18 février 2015).
2. 1 2 3  « Projet de schéma départemental de coopération intercommunale (SDCI) – Département du Puy-de-Dôme » [PDF], Préfecture du Puy-de-Dôme, octobre 2015 (consulté le 6 juillet 2016).
3. 1 2  « Schéma départemental de coopération intercommunale (SDCI) – Département du Puy-de-Dôme » [PDF], Préfecture du Puy-de-Dôme, 30 mars 2016 (consulté le 6 juillet 2016).
4. ↑  Direction des collectivités territoriales et de l'environnement – Bureau du contrôle de légalité – Intercommunalité, « Arrêté prononçant : - la création d'une communauté d'agglomération par fusion des communautés de communes : « Bassin Minier Montagne », « Lembron Val d'Allier », « Ardes-Communauté », « Puys et Couzes », « Issoire-Communauté », « du Pays de Sauxillanges », « des Coteaux de l'Allier », « Couze Val d'Allier » […] à la date du 1er janvier 2017 » [PDF], Recueil des actes administratifs no 63-2016-059, Préfecture du Puy-de-Dôme, 9 décembre 2016 (consulté le 9 décembre 2016), p. 104-124.
5. ↑  « Communauté de communes Couze Val d'Allier », Pays d'Issoire - Val d'Allier Sud (consulté le 18 février 2015).
6. 1 2  Carte de la communauté de communes et des structures intercommunales voisines sur le site Géoportail (consulté le 11 décembre 2015).
7. ↑  « Séries historiques des résultats du recensement - EPCI de La CC Couze Val d'Allier (246300842) », Insee (consulté le 6 juillet 2016).
8. ↑  Direction des collectivités territoriales et de l'environnement - Bureau du contrôle et de la légalité - Intercommunalité, « ARRÊTÉ no 13/01905 du 27 septembre 2013 constatant le nombre total de sièges que comptera l'organe délibérant de la communauté de communes « Couze Val d'Allier » ainsi que celui attribué à chaque commune membre lors du prochain renouvellement général des conseils municipaux » [PDF], Recueil des actes administratifs 2013-71, Préfecture du Puy-de-Dôme, 8 octobre 2013 (consulté le 22 mars 2016), p. 3682-3683 (15-16 sur le PDF).

### Sources
- « CC Couze Val d'Allier » dans la base BANATIC (consulté le 11 décembre 2015).